# Wilder, Kentucky
Wilder är en ort i Campbell County i delstaten Kentucky, USA.